# Alamar
Alamar är en del av en befolkad plats i Kuba.   Den ligger i provinsen Havanna, i den västra delen av landet, 11 km öster om huvudstaden Havanna. Alamar ligger 37 meter över havet och antalet invånare är 100 000.
Terrängen runt Alamar är platt. Havet är nära Alamar norrut. Runt Alamar är det tätbefolkat, med 659 invånare per kvadratkilometer. Närmaste större samhälle är Havanna, 11,2 km väster om Alamar. 